# طواف إيطاليا 1975
طواف إيطاليا 1975 هو سباق دراجات هوائية أقيم بتاريخ 17 مايو - 7 يونيو، تكون السباق من 21 مرحلة وامتدّ لمسافة 3963 كم بسرعة 35.535 كم/س، استغرق السباق 111 ساعة 31 دقيقة 24 ثانية.